# Conde de Santa Eulália (D. Luís)
O título de Visconde de Santa Eulália foi criado por decreto de 15 de Julho de 1862 do rei D. Luís I de Portugal a favor de António Augusto Viçoso de Mello e Castro d' Abreu e, mais tarde por decreto de 10 de Novembro de 1870 do mesmo soberano, o título foi elevado à Grandeza, como Conde, para o mesmo titular. O lugar do título é o da naturalidade do primeiro titular.

## António Augusto Viçoso de Mello e Castro d' Abreu
António Augusto Viçoso de Mello e Castro d' Abreu (Santa Eulália, freguesia de S. Martinho do Pindo, 8 de março de 1805 — 24 de setembro de 1886), foi o primeiro Visconde e Conde de Santa Eulália.

#### Dados biográficos
O primeiro Conde de Santa Eulália morreu solteiro, sem filhos.
Vindo de uma família abastada, foi moço-fidalgo com exercício da Casa Real, do Conselho de S. M. F., senhor dos vínculos do Espírito Santo e capela com o mesmo nome na Sé de Viseu. Vivia num palacete seu com o seu irmão Manuel, o chamado Palácio dos Melos (ou Casa do Conde de Santa Eulália), junto da Porta do Soar (mais conhecida como Arco dos Mellos) que é uma das duas únicas portas que restam das sete que tinha a antiga muralha da cidade. Para além desse palacete ainda tinha a Casa dos Coutos em Santa Eulália, inúmeras propriedades em Oliveira de Frades, entre outros solares e propriedades riquíssimas.
Era bacharel formado em Direito pela Universidade de Coimbra. Devido a sempre ter sido bem visto pela sociedade, foi Governador Civil da Guarda de 30 de Julho de 1839 a 22 de Outubro de 1841 de Viseu e de Leiria, e Deputado às Cortes em várias legislaturas.
Filho de José de Mello e Castro d' Abreu Pinto Pereira d' Eça, moço-fidalgo com exercício, coronel de Milícias, governador das Armas da Beira Alta e de sua mulher, D. Teodora Umbelina Viçoso de Vilhena Botelho da Veiga tinha três irmãos: Manuel, João e José Maria (de Mello e Castro d' Abreu).

#### Os Melos Abreus, da quinta de Santa Eulália, descendentes dos senhores de Mello[4]
Pelo lado de seu pai, António Augusto descendia dos Mellos de Lusinde, ramo legítimo dos senhores de Mello; pois seu tetravô na varonia, Martim de Mello, morgado da quinta de Santa Eulália, era trineto (por sua mãe, D. Joana de Melo, nascida na quinta de Lusinde) de Pedro de Melo, chamado "o Púcaro", filho segundogênito do 7.º senhor de Melo, por quem o Rei D. João II disse que " se das mãos lhe caíra o Púcaro, nunca lhe caíra a Lança".

## Titulares
1. António Augusto Viçoso de Mello e Castro d' Abreu (8 de Março de 1805 — 24 de Setembro de 1886), 1º Visconde de Santa Eulália

## Herança[8]
A 24 de Setembro de 1886, o conde morreu sem testamento e sem geração legítima dele e dos seus três irmãos. A sua morte deixou uma grande fortuna sem herdeiros aparentes dado que não tinha nem filhos, nem sobrinhos, nem primos direitos. Apesar de terem aparecido diversos testamentos, que se verificou serem falsos, e aparecer, também, um suposto filho natural, que também não o era, a fortuna acabou por ser dividida por diversas pessoas.
A sua herança foi assim dividida por vários parentes afastados, como referido no livro Portugal Antigo e Moderno. A sua parente mais próxima foi uma tia direita irmã de sua mãe, sem filhos. Deixou em 3º e 4º grau sete parentes: 3 irmãs da casa de Fataunços, em Lafões; 1 senhora bastarda da mesma família; João de Mena Falcão, de Pinhel;  D. Maria Vitória, de Sebolido no Douro, e D. José Carlos Telles d' Abreu da casa dos senhores da Cova da Beira. Em 4º grau canónico deixou vinte e tantos parentes, em 5º grau deixou entre 40 a 50; e em 6º grau deixou talvez mais de 80.
O paço de Fornelos antigo solar da família da sua avó materna já tinha sido vendido pelo irmão primogénito do conde a José Joaquim Pereira dos Santos que, mais tarde, viria a ser o 1º barão de Fornelos. Tanto o palacete dos Mellos como a casa de Santa Eulália(donde o conde é natural e donde lhe vem o nome do título) foram herdados pelos filhos de D. Eugénia Cândida Lopes Tavares de Mello Abreu Feyo e Castro casada com Marcelino Malafaya Freyre Telles d' Almeida Mascarenhas passando assim para a família Telles de Malafaya (que já era dona, entre várias propriedades, do solar de Serrazes).
A casa dos Mellos e Castros d' Abreu, na rua do Chão-do-Mestre, foi herdada e dividida por quatro primos em 7º grau civil do conde, entre eles D. Maria Efigénia de Souza de Lemos e Menezes de Noronha, mulher de Silvério Augusto de Abranches Coelho e Moura. Outros dois irmãos, parentes do conde, naturais de Penajóia, Lamego, Dionísio e Joaquim (Teixeira de Macedo e Castro), herdaram ainda algumas ações do conde.
Entre outras propriedades, ainda deixou a quinta da Azenha; a quinta de Vil de Moinhos, que para além da casa ainda tem a capela de S. João Baptista; a capela de Nossa Senhora dos Remédios (no largo desse nome) que, apesar de ter sido fundada pelo povo em 1742, foi abandonada ao longo do tempo acabando por ser restaurada pelos donos da casa de Santa Eulália (uma vez que a casa é contígua à capelinha); uma casa de residência em Viseu; duas casas antiquíssimas com muitos prédios e grande rendas em Oliveira de Frades; e a antiga casa de Santa Eulália dos Coutos em Castendo, que era de Brás de Figueiredo Castello Branco, senhor do morgado de Gondomar, do qual o conde descendia por varonia (a casa de Santa Eulália que o conde nasceu era em Pindo).